# Kalkfelsen-Fingerkraut
Das Kalkfelsen-Fingerkraut (Potentilla caulescens), auch Stängel-Fingerkraut oder Vielstängeliges Fingerkraut genannt, ist eine Pflanzenart aus der Gattung der Fingerkräuter (Potentilla) in der Familie der Rosengewächse (Rosaceae).

## Beschreibung

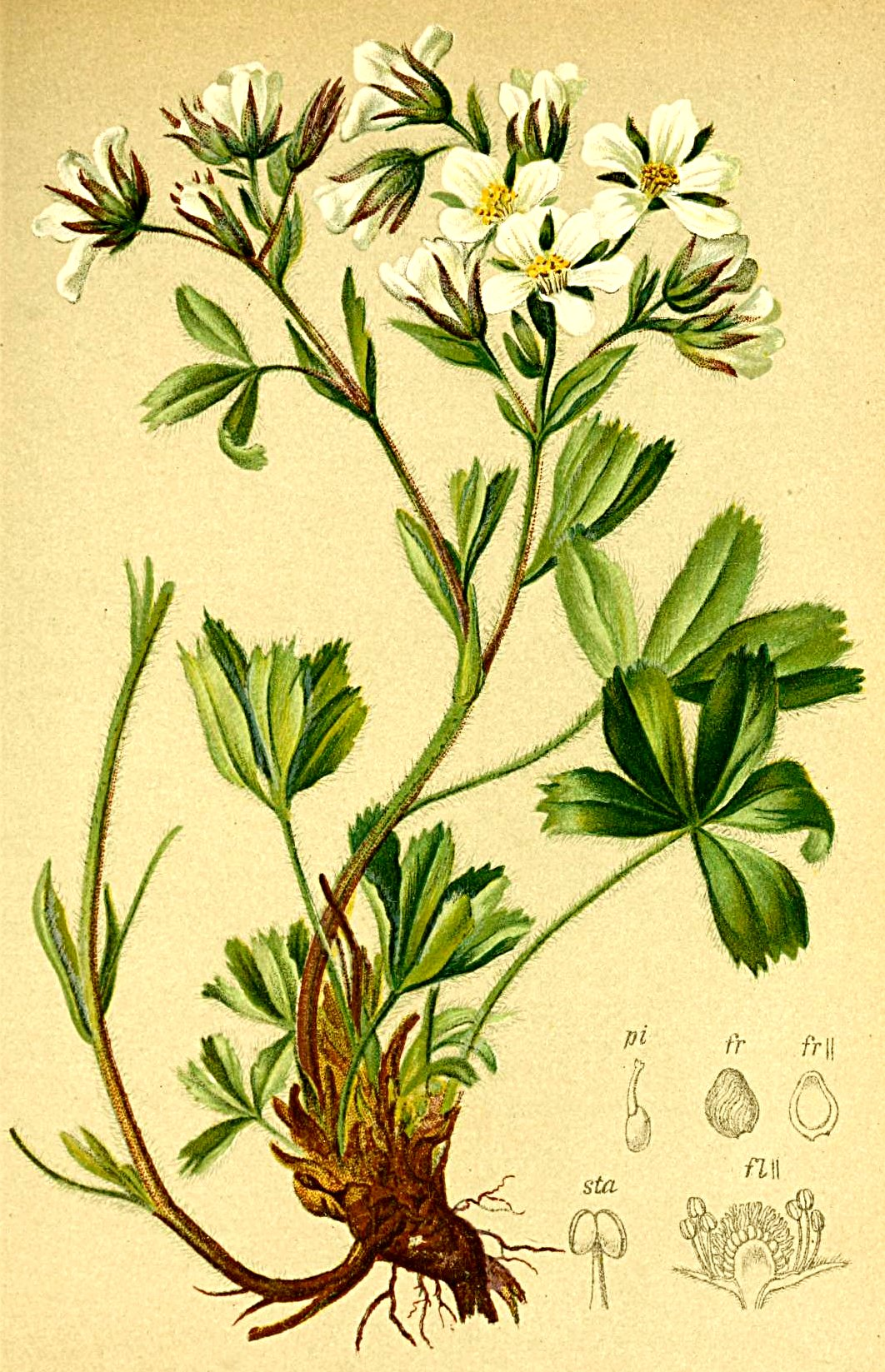
Illustration aus Atlas der Alpenflora

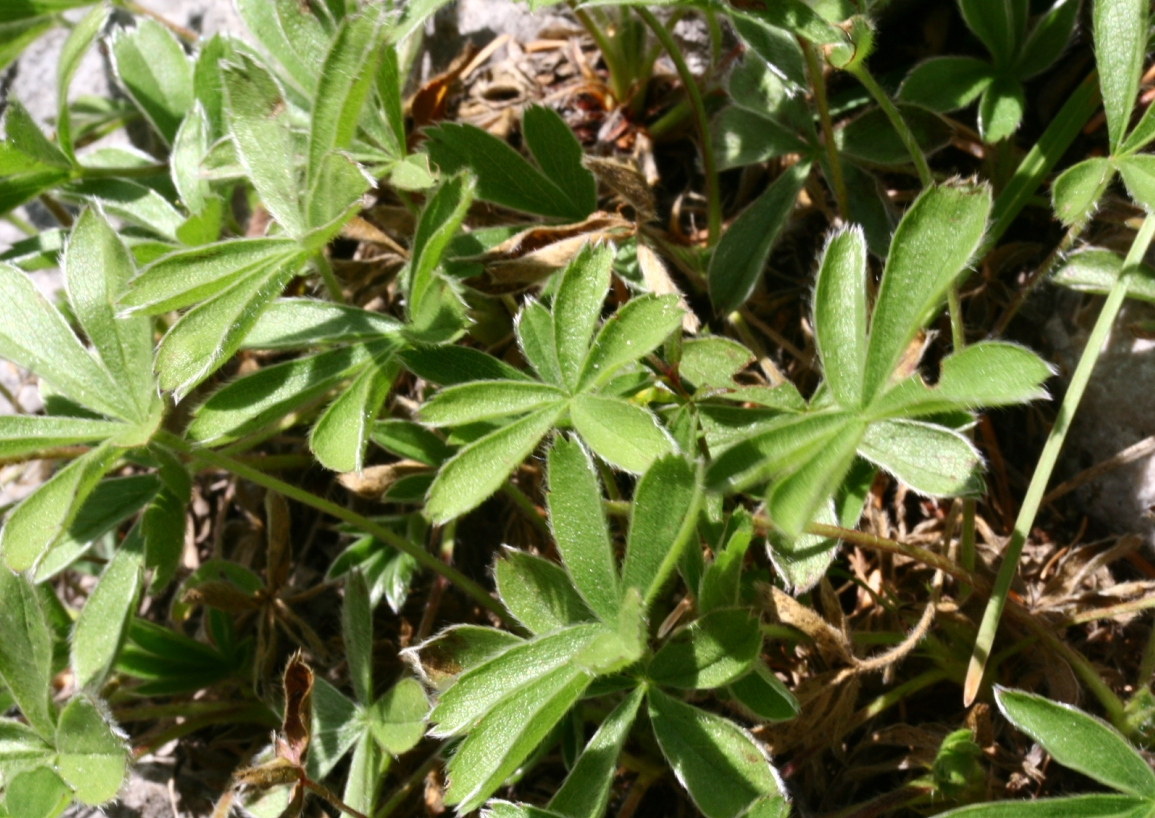
Gestielte, behaarte Laubblätter

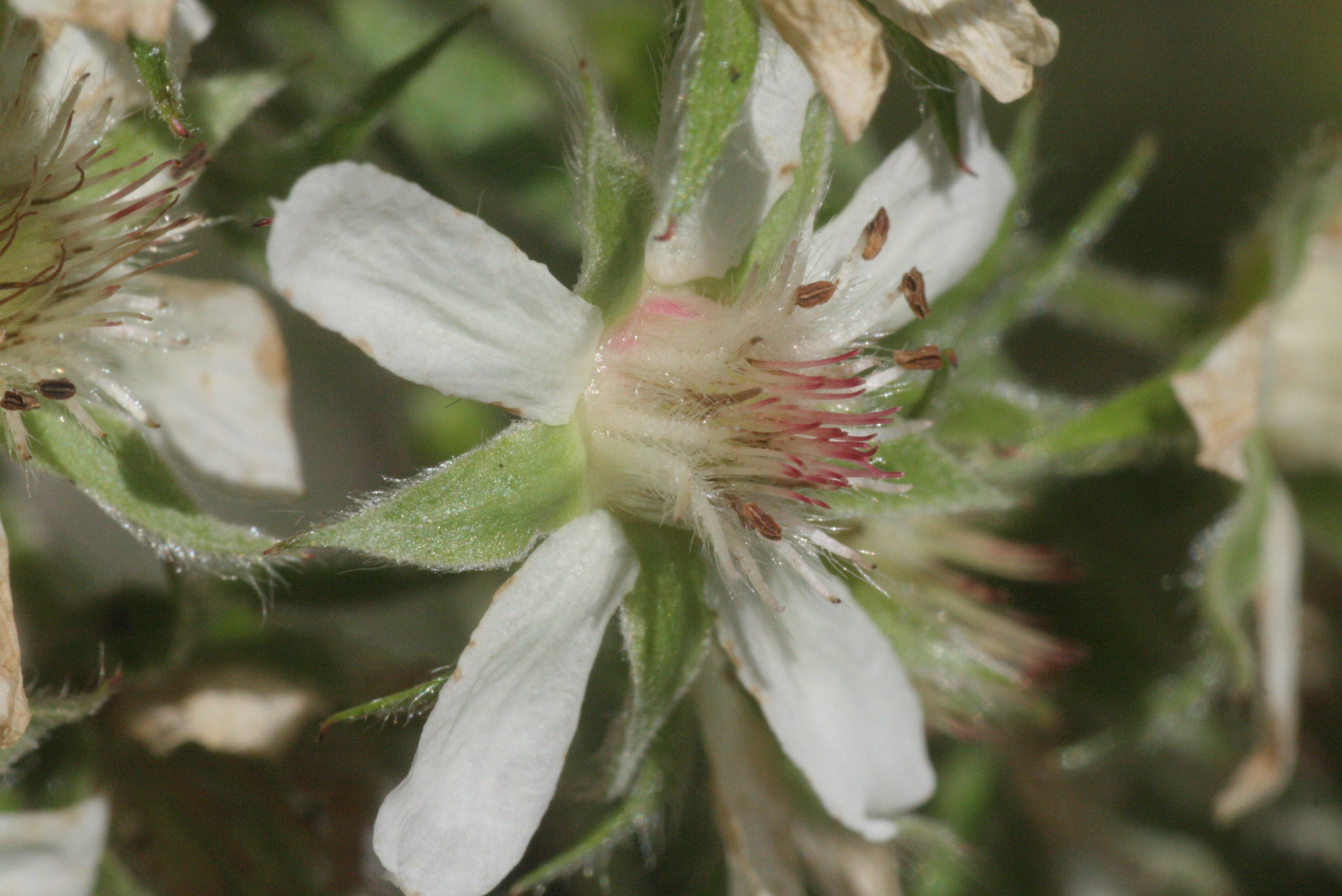
Blüte im Detail

### Vegetative Merkmale
Das Kalkfelsen-Fingerkraut ist eine überwinternd grüne, ausdauernde krautige Pflanze, die Wuchshöhen von 10 bis 30 Zentimetern erreicht. Die Pflanzenexemplare befinden sich liegend bis hängend am Felsen. Am Grunde der Stängel befinden sich viele abgestorbene Blätter der Vorjahre. Die oberirdischen Pflanzenteile sind seidig behaart. Sie besitzt meist überhängende Stängel.
Die Grundblätter sind in Blattstiel und Blattspreite gegliedert. Der Blattstiel ist mit einer Länge von 2 bis 8 (bis 12) Zentimetern relativ lang. Die Blattspreiten sind (drei- bis sieben-) meist fünfteilig gefingert. Die oberseits kahlen, unterseits anliegend seidig (bis drüsig) behaarten Teilblättchen sind bei einer Länge von 1,5 bis 3,5 Zentimetern verkehrt-eiförmig mit gestutztem oberem Ende und sie besitzen jeweils zwei bis sieben ungleiche, zusammenneigende Randzähne.

### Generative Merkmale
Die Blütezeit reicht von Juni bis September. Meist drei bis sieben, selten nur zwei Blüten stehen in einem lang gestielten trugdoldigen Blütenstand zusammen.
Die zwittrigen Blüten sind bei einem Durchmesser von 15 bis 25 Millimetern radiärsymmetrisch und fünfzählig. Die je fünf grünen Nebenkelch- und Kelchblätter sind kaum kürzer als die Kronblätter. Die fünf freien, sich nie überlappenden, weißen Kronblätter sind bei einer Länge von 7 bis 9 Millimetern verkehrt-eiförmig mit keilförmiger Basis und an der Spitze nur wenig ausgerandet. Die vielen Staubblätter stehen auffallend zusammen, die Staubfäden sind behaart und die Staubbeutel sind gelblich. Der Griffel ist gelblich.
Die Chromosomenzahl beträgt 2n = 14.

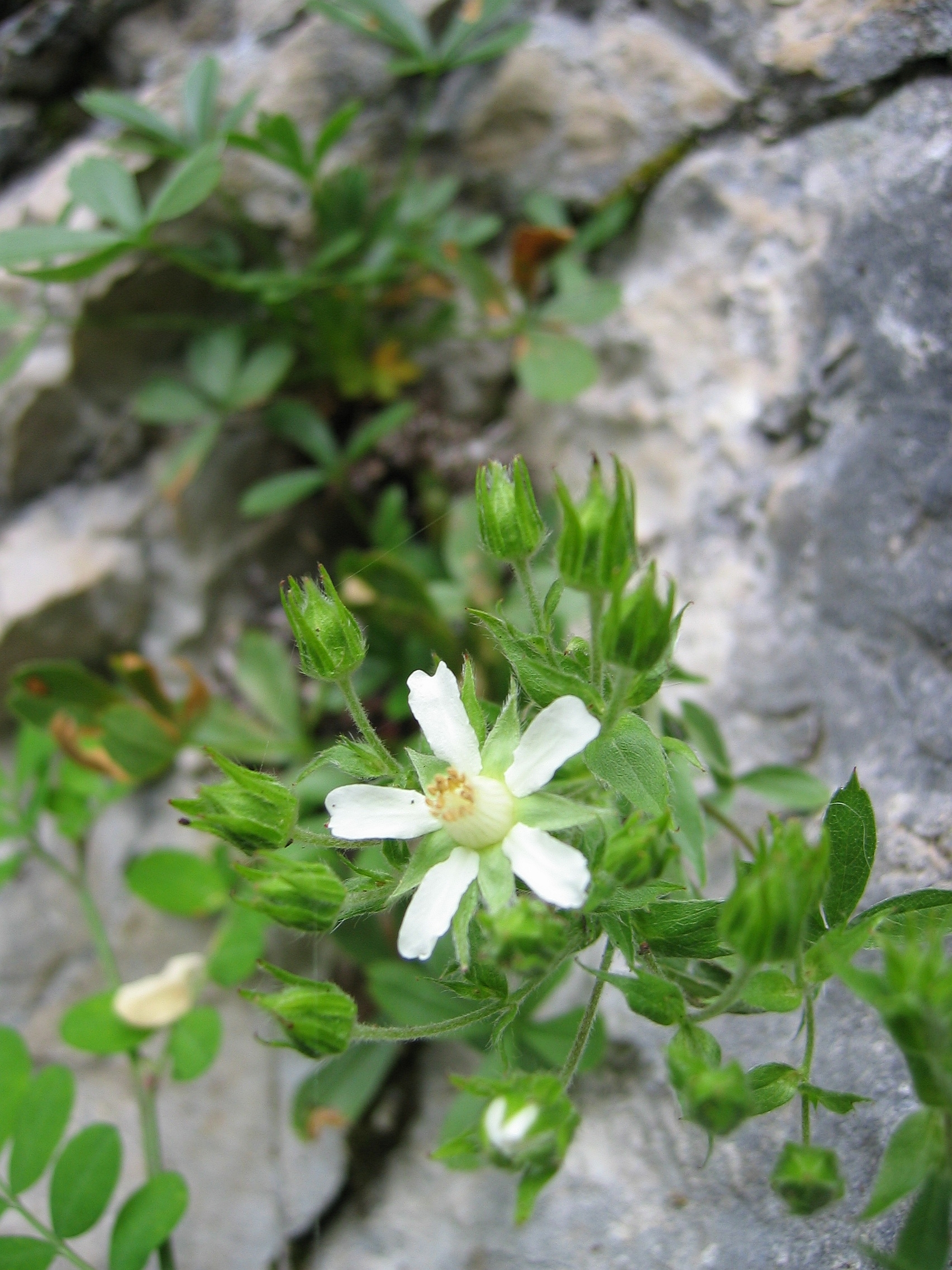
Habitus und fünfzählige Blüte

## Ökologie
Beim Kalkfelsen-Fingerkraut handelt es sich um einen Hemikryptophyten und eine Halbrosettenpflanze. Es handelt sich um eine tiefwurzelnde Spaltenpflanze.

## Vorkommen
Das Verbreitungsgebiet der Art Potentilla caulescens mit ihren etwa vier Unterarten umfasst die Alpen und die Gebirge Südeuropas sowie den nordafrikanischen Atlas.
In Österreich kommt Potentilla caulescens subsp. caulescens zerstreut vor und fehlt in Wien sowie im Burgenland.
In Deutschland kommt Potentilla caulescens subsp. caulescens in den Alpen mäßig häufig vor und es gibt auch Standorte im Alpenvorland. Sie wurde 1996 in der Liste der gefährdeten Pflanzenarten Deutschlands als nicht gefährdet bewertet und gilt auch für Bayern als nicht gefährdet.
Potentilla caulescens subsp. caulescens gilt in der Schweiz als nicht gefährdet. Sie gedeiht in der kollin-subalpinen, selten bis alpinen Höhenstufe in den Schweizer Alpen, Schweizer Mittelland und im Schweizer Jura (nur Kanton Neuchâtel).
Es handelt sich beim Kalkfelsen-Fingerkraut um die Leitart der montanen Kalkfelsenspaltengesellschaft. Pflanzensoziologisch ist es in Mitteleuropa eine Charakterart des Potentilletum caulescentis, kommt aber überregional auch in anderen Gesellschaften der Ordnung Potentilletalia caulescentis vor. Diese kalkstete Art gedeiht nur an Kalkfelsen und Überhängen von der Tallage bis in Höhenlagen von 2600 Metern. In den Allgäuer Alpen steigt es in Bayern am Südgrat des Rauhhorns östlich Hinterstein bis zu einer Höhenlage von 2250 Metern auf.
Das Kalkfelsen-Fingerkraut gedeiht am besten auf feinerde- und humusarmen, kalkhaltigen und steinigen Böden.
Es ist eine ausgesprochene Pflanze der Felsspalten. Sie wächst noch an den steilsten, ja an überhängenden Felswänden. In diese dringt sie außerordentlich tief ein. Das Rhizom und die Wurzeln können im Laufe der Zeit solche Spalten erweitern, oder sie können sich ihnen durch seitlich abgeplattetes Wachsen anpassen.
Die ökologischen Zeigerwerte nach Landolt & al. 2010 sind in der Schweiz: Feuchtezahl F = 2 (mäßig trocken), Lichtzahl L = 4 (hell), Reaktionszahl R = 5 (basisch), Temperaturzahl T = 2+ (unter-subalpin und ober-montan), Nährstoffzahl N = 2 (nährstoffarm), Kontinentalitätszahl K = 3 (subozeanisch bis subkontinental).

## Systematik und Verbreitung
Der Artname Potentilla caulescens wurde 1756 von Carl von Linné in Centuria II. Plantarum quam consensu experientiss, S. 19 erstveröffentlicht. Synonyme für Potentilla caulescens L. sind: Fragaria caulescens (L.) Crantz, Trichothalamus caulescens (L.) Spreng., Fragariastrum caulescens (L.) Schur.
Von Potentilla caulescens gibt es etwa vier Unterarten:
- Potentilla caulescens L. subsp. caulescens (Syn.: Dasiphora jacquinii Raf. nom. illeg., Fragariastrum petiolulatum (Gaudin) Schur, Potentilla kristofiana Zimmeter, Potentilla petiolulata Gaudin, Potentilla petiolulosa (Ser.) Strobl nom. illeg., Potentilla petrophila Boiss., Trichothalamus petiolulatus (Gaudin) Fourr., Potentilla caulescens subsp. cebennensis (Debeaux) Kerguélen, Potentilla caulescens subsp. iserensis Soják, Potentilla caulescens subsp. petiolulata (Gaudin) Nyman, Potentilla caulescens subsp. petiolulosa (Ser.) Arcang., Potentilla caulescens subsp. petrophila (Boiss.) Nyman): Sie kommt von West- über Mittel- und Süd- bis Südosteuropa vor.[10]
- Potentilla caulescens subsp. achhalii Romo: Sie wurde 1996 aus Marokko erstbeschrieben.[10]
- Potentilla caulescens subsp. djurjurae (Chabert) Romo (Syn.: Potentilla caulescens var. djurjurae Chabert): Sie kommt in Algerien vor.[10]
- Potentilla caulescens subsp. nebrodensis (Zimmeter) Arrigoni (Syn.: Potentilla nebrodensis Zimmeter): Sie kommt in Italien, Sardinien und Sizilien vor.[10]